# مكران
25°18′19″N 60°38′28″E / 25.30541°N 60.64108°E

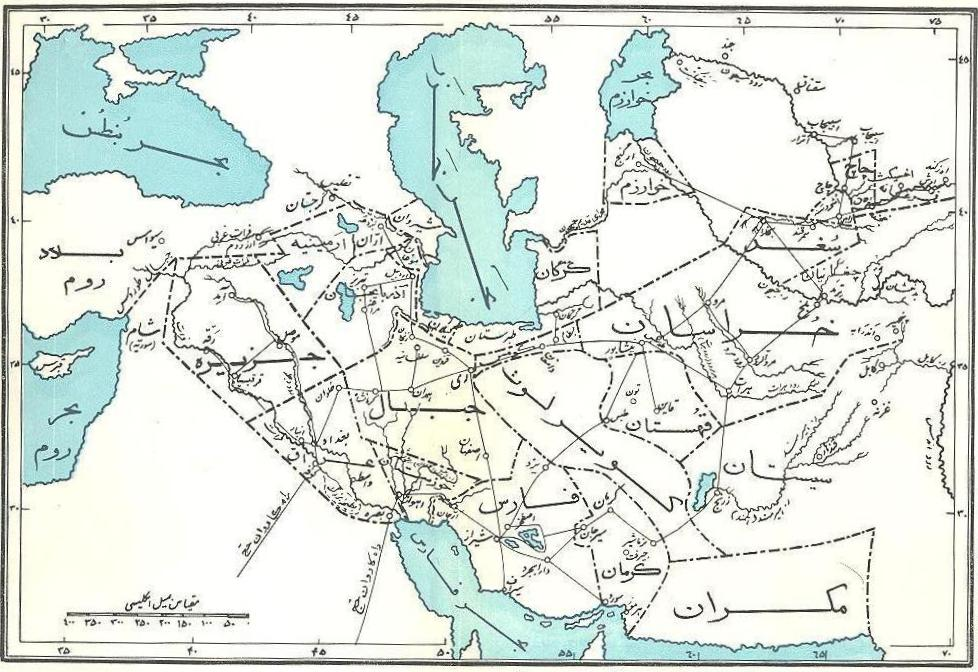
خريطة تظهر موقع مكران في العهد العباسي - لي سترانج.

بلاد مـكران العربية تمتد في جنوب شرق إيران وغرب باكستان، وتطل على بحر العرب.
مكران أو ماكوران (في البلوشية :ماككوران، باللغة الإنجليزية :مكران) هو الاسم الذي استخدم عبر التاريخ للإشارة إلى المناطق الجنوبية الساحلية من بلوشستان ، والتي تمتد على طول ساحل بلوشستان لمسافة 600 ميل (حوالي 1000 كم) من رأس الكوه في غرب جاسك وحدود ميناب في إيران. إلى الشرق من لاس بيلا وبالقرب من ميناء كراتشي في باكستان .
بلاد مـكران البلوشية (لم تكن تسمي بلوشية حينها ) تمتد في جنوب شرق إيران وغرب باكستان، وتطل على بحر العرب. وهي كانت بلد مستقلة (لم تكن مستقلة وانما يحكمها من كان يملك الرجال والقوة كحال كل مناطق بلاد فارس بعد الغزو المغولي )من ثم احتلت إيران جزئها الغربي الجزء الواقع في إيران يسمى مـُكران (بضم الميم) الصواب تسمي سيستان وبلوشستان والسكان شعب اري اخوة الفرس والافغان والطاجيك ، وهو الإقليم الجنوبي بمحافظة سیستان وبلوشستان. والجزء الشرقي احتلته باكستان وسمته بلوچستان (بلوشستان)، وهو أحد الأقاليم الأربعة المكونة لباكستان وبلوجستان تعني أرض البلوش.
قيل ان أصل الكلمة تعود إلى مكران بن فارك بن سام بن نوح  حيث استوطن مكران سلسلة الجبال الفاصلة بين بلاد الفرس وبلاد الهند وتعاقب احفاده من بعده في هذه المنطقة الجبلية التي سميت باسمه أي جبال مكران نسبة إلى مكران بن فارك بن سام بن نوح
مكران (ماكا قديما - عند الرجوع للخرائط القديمة نجد أن مجان تطلق عليها الثلاثة، مع مرور الزمن تحولت مجان إلى عمان في الجزء الغربي ومكران في الجزء الشرقي، مع العلم إنها كانت بلداً واحداً في العصور القديمة 
" اقليم مكران " أو أرض مكران هو اسم جغرافي أطلق على منطقة تمتد من كرمان إلى نهر السند في تاريخ ما بعد الإسلام. كتب حافظ أبرو في كتاب الجغرافيا المجلد الثالث الصفحة 12 أن الحد الشرقي لكرمان هو أرض مكران. الصحراء بين كرمان والبحر. تقع هذه الصحراء بين كرمان وسجستان (سيستان الحديثة) وخراسان، وجنوب كرمان يقع بحر مكران. تم ذكر ولاية مكران في بعض المصادر الأوروبية من القرن السادس عشر إلى القرن الثامن عشر. في فترات تاريخية مختلفة، كانت هذه المنطقة تتمتع بالحكم الذاتي وتحت إدارة الأمراء المحليين. وفي القرن الثامن عشر، جعلت الإمبراطورية البريطانية هذه المنطقة جزءًا من الهند البريطانية. في كتاب المسالك والممالك سمي مكران من كرمان إلى نهر مهران (السند).
كما ان تم وصف مكران في بعض الوثائق والخرائط التاريخية الأوروبية وبعض الكتابات العربية عن بحر العرب اليوم، ورد ذكر بحر مكران أيضًا .
أما الجبال الجافة والجرداء على ضفاف مكران فهي من وجهة نظر الجغرافيا الطبيعية للتسلسل الصحراوي الذي امتد هناك. ويبدو أن هذه الأرض كانت في القرون الوسطى أكثر خصوبة مما نراه الآن، لكنها لم تكن ذات أهمية على الإطلاق من حيث الثروة. وقد سجل الجغرافيون السابقون أسماء العديد من مدن مكران في كتبهم، لكن لم يذكرها أحد منهم باستفاضة. وكان أهم دخل مكران من قصب السكر ونوع من السكر الأبيض يعرف باسم بانيز ، وكان يصدر من هناك إلى الأراضي المجاورة.

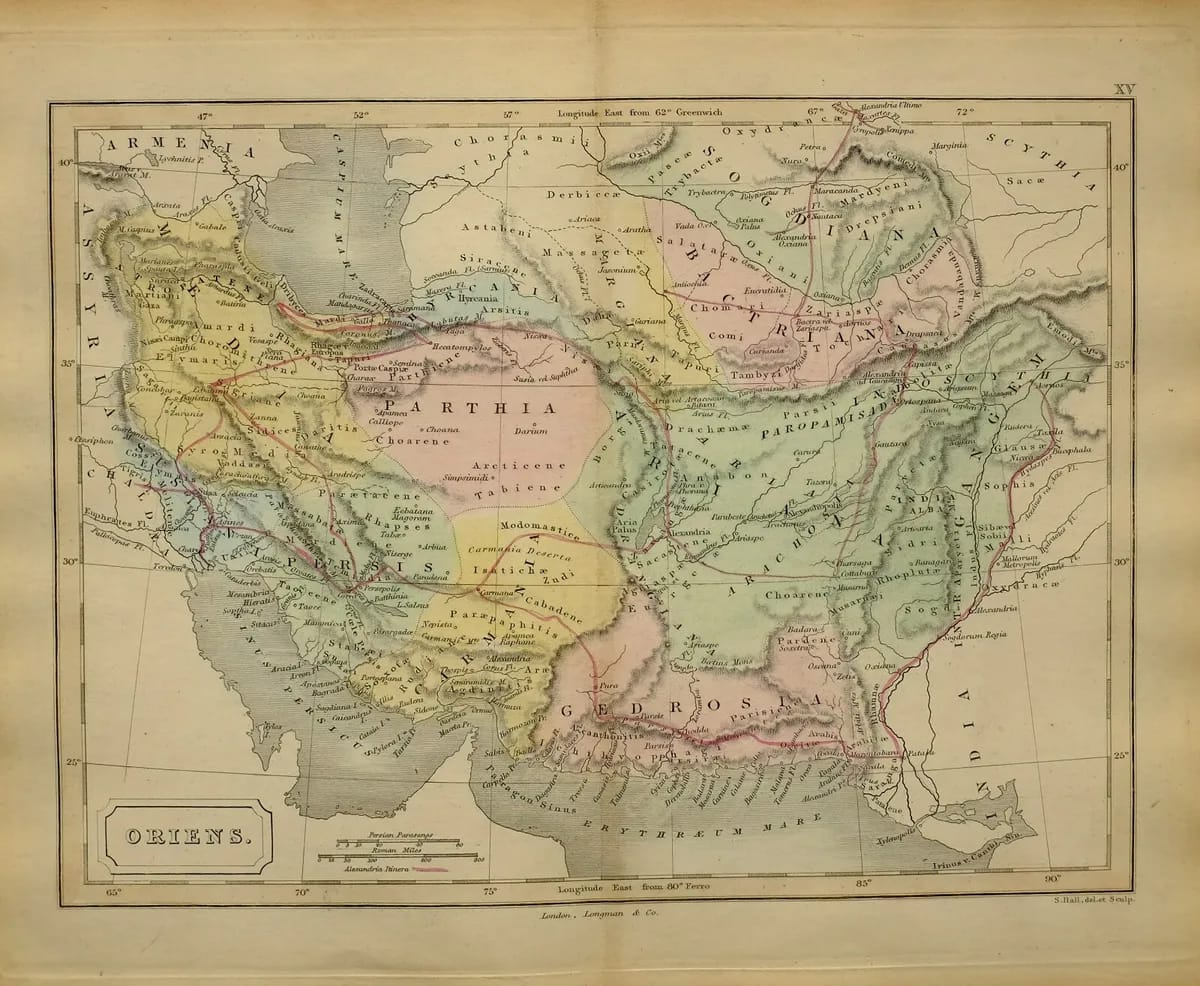
Gedrosia Map

مكران التي أطلق عليها اليونانيون اسم جيدروسيا ، أصبحت أصغر حجما تدريجيا وضاقت إلى الجنوب من بلوشستان مع مرور التاريخ. وكما هو الحال في أواخر العصر الساساني وأوائل العصر الإسلامي، كانت أراضي جيدروسيا تضم خمس ولايات هي بارادان وطوران ومكران وسيستان . وعلى الرغم من اختفاء بارادان من صفحات التاريخ ومنح طوران مكانها لمنطقة كلات ، إلا أن منطقة مكران تم تقليصها واقتصارها على جنوب بلوشستان.
تشير مكران اليوم إلى جنوب بلوشستان والشريط الساحلي لبحر مكران الذي ينقسم بين دولتي إيران وباكستان ، من الغرب مع مقاطعة كرمان وميناب في مقاطعة هرمزغان ، ومن الشرق من كراجي ولاس بيلا في مقاطعة بلوشستان ومن الجنوب إلى بحر مكران.

## جغرافيا مكران
تمتد مكران بطول 1100 كم على ساحل خليج عمان (700 كم في باكستان (معلومة خاطئة ) والباقي في إيران). الشريط الساحلي الضيق يرتفع سريعاً إلى عدة سلاسل من الجبال الشاهقة. المنطقة قاحلة شديدة الجفاف، شحيحة المطر. لذا فعدد سكانها قليل، وربما هاجر الكثير منها. ويتركز السكان في مدن ساحلية، منها في إيران: غواتر، تشابهار. وفي باكستان: غوادر، جيواني، بسني، وأورمارة، بالإضافة إلى العديد من قرى الصيد.

## تاريخ مكران
المنطقة تحتوي آثار لحضارة غير معروفة من العصر البرونزي (15000 ق.م.) سكنت العديد من الواحات. ضمها كورش الكبير للإمبراطورية الأخمينية الفارسية وأصبحت ساترابي (إقليم/مستعمرة) فارسي) اسمه غدروسيا، وعاصمته آنذاك بورا (قرب مدينة بامبور بإيران). سماها الفرس «ماهي خوران» (أي «أكلة السمك» بالفارسية وباليونانية إختيوفاغوي Ichthyophagoi). «ماهي خوران» تحورت إلى «مـَكـُران» إلى مـَكـْران. ومن أقدم الإشارات للمنطقة تلك التي وردت في يوميات نيارخوس، أحد قادة جيش الإسكندر الأكبر، عندما مر بها أسطوله، في رحلة عودته من الهند إلى اليونان عبر بحر العرب. وحسب نيارخوس، فقد أراد الإسكندر أن يبذ الملكة سميراميس والملك كورش الكبير، اللذان باءت محاولات جيشيهما لعبور صحراء مكران بالكوارث. وهناك سبب آخر لاختيار الإسكندر لهذا الطريق الجنوبي، يورده بلوتارخ، وهو أن الإسكندر أراد أن يكون قريباً من أسطوله المبحر في بحر العرب. وحسب بلوتارخ، فإن ربع جيش الإسكندر نجح في عبور الصحراء.
بعد وفاة الإسكندر قسمت امبراطوريته بين إثنين من قادته، بطليموس الذي أخذ اليونان ومصر وسلوقس نيكاتور الذي أخذ الجزء الآسيوي من آسيا الصغرى حتى مكران. مكران سيطر عليها حكام محليون منذ 303 ق.م. حتى جاءها الفتح العربي الإسلامي في عهد الخليفة عمر بن الخطاب بقيادة الحكم بن عمير التغلبي 644 م ثم الفتح في عصر معاوية بن أبي سفيان بقيادة سنان بن سلمة بن المحبق الهذلي وهو أول فتح رسمي لمكران وأستقر بها حاكما لها، ثم فتح القائد محمد بن القاسم جوادر عام 711 م، واستقر بها حاكماً لها. ثم تعاقب عليها الديلم والسلاجقة والطواهر والصفويون ومغول الهند. وفي القرن الخامس عشر والسادس عشر سيطرت على مكران قبيلة الرند ومن أشهر ملوكهم الملك شاكر الرند ملك بلوشستان والسند والبنجاب ونيودلهي: احتلها في عام 1555 لمدة عشرة سنوات، وتوفى في سنة 1565م عن عمر 97عام قضى منها 80 عاما على راس الحكم البلوشي، الملك شهداد بن جاكر الرند الذي قاد قوات الامبراطورية المغولية في حروبهم ضد الفرس والملك بجار بن الأمير عمر بن الأمير ميرو الرند والأمير بكر بن حسن الرند ومن بعد تفككها نشأت دويلات عدة في مكران منها دولة قبيلة الكركيج، ودولة اللاشار ومن أشهر أمرائهم مير نوتبنده بن إبراهيم اللاشاري الأمير غهرام نوت بنده إبراهيم الرند، ودولة ذكري البلوشية. وتعاقب على الحكم أيضا الأمير حسين بن غهرام الرند (لاشاري)و كان اخر الحكام منهم 1666م.
وفي نهاية القرن السادس عشر، احتل البرتغاليون غوادر ونهبوها وسيطروا عليها.
وفي عام 1783 منح خان كلات اللجوء والسيطرة على مدينة غوادر لأحد المتنازعين على عرش عمان، تيمور بن فيصل بن تركي. وعندما صار تيمور سلطاناً على عمان فقد ضم گوادر لعمان معيّناً عليها حاكماً عمانياً.هذا الحاكم أرسل جيشاً ضم ميناء تشابهار، على بعد 200 كم غرباً، ولكن بعد أن تولى الحكم أبنه السلطان السيد سعيد بن تيمور بن فيصل فقد تنازل عن جوادر ومكران وبندر عباس بإيران ويرجع السبب للانقلابات الداخلية في سلطنة عمان التي بدورها اثقلت كاهل الدولة من الديون مما اضطر للتنازل عنها.
تعاقبت على حكم الساحل عدة سلالات، فبدأ الحكم بــالقاؤوسين، ثم بسطت آل طاهر الكركيج الرند سلطتها من خلال ثلاثة من أمرائها: المؤسس الأمير طاهر بن محمد الكركيج ، ومن بعده ابنه الأمير بيرداد بن طاهر المتوفى عام 1865م، ثم حفيده الأمير علي بن بيرداد.
وبعد ذلك انتقلت الزعامة إلى القاؤوسين مجددًا عبر مير حاجي بن مير حسين (1895م–1915م)، ثم إلى الدغارين ممثلين بـمير بركت بن عبدالنبي (1915م–1928م).
غير أنّ الحكم عاد مرة أخرى إلى آل طاهر الكركيج الرند، حيث تولوا زعمائهم إدارة شؤون الإمارة وأعادوا إحياء الامارة الطاهرية على الساحل الغربي لمكران (جاشك–قياوان–بشاكرد–ميناب). وقد برز في هذه المرحلة ثلاثة رؤساء:
	•	الرئيس دوست محمد بن كرمداد آل طاهر (1928م–1958م).
	•	الرئيس حسن بن يار محمد آل طاهر (1928م–1968م).
	•	الرئيس علي بن جلال بن بيرداد آل طاهر (1928م–بداية 1970م).
أما آخر حكام الساحل الغربي لمكران رسميًا فكان الرئيس بيرداد بن الرئيس علي بن جلال آل طاهر الكركيج، وبعد عهده انتهى الحكم المحلي بسقوطه في يد الإيرانيين.
توجد قبائل وأسر أخرى في ساحل مكران الغربي لها حضورها السياسي والاجتماعي مثل (الاسحاقية، الزرهي، الهوت، السينكلة، الزين ديني، الجمالي، سمى زهي،جنكي ،بنو غلمشاه ، سياهو، والفلامرزية ،السودان ،إلخ)
يعتبر بعض المؤرخين أن مكران هي نفس حضارة ماكا (ماكا أو مجان). ماكا هو اسم حضارة قديمة كانت موجودة ما بين 2500 و 550 قبل الميلاد، ويقدر تاريخ نشأتها بفترة السومريين والأكاديين. ووصل مداها إلى الأجزاء الجنوبية من بلوشستان وأجزاء من عمان والإمارات العربية المتحدة، وفي النصوص السومرية والأكدية تذكر ميغان أو مكا بشكل مباشر.

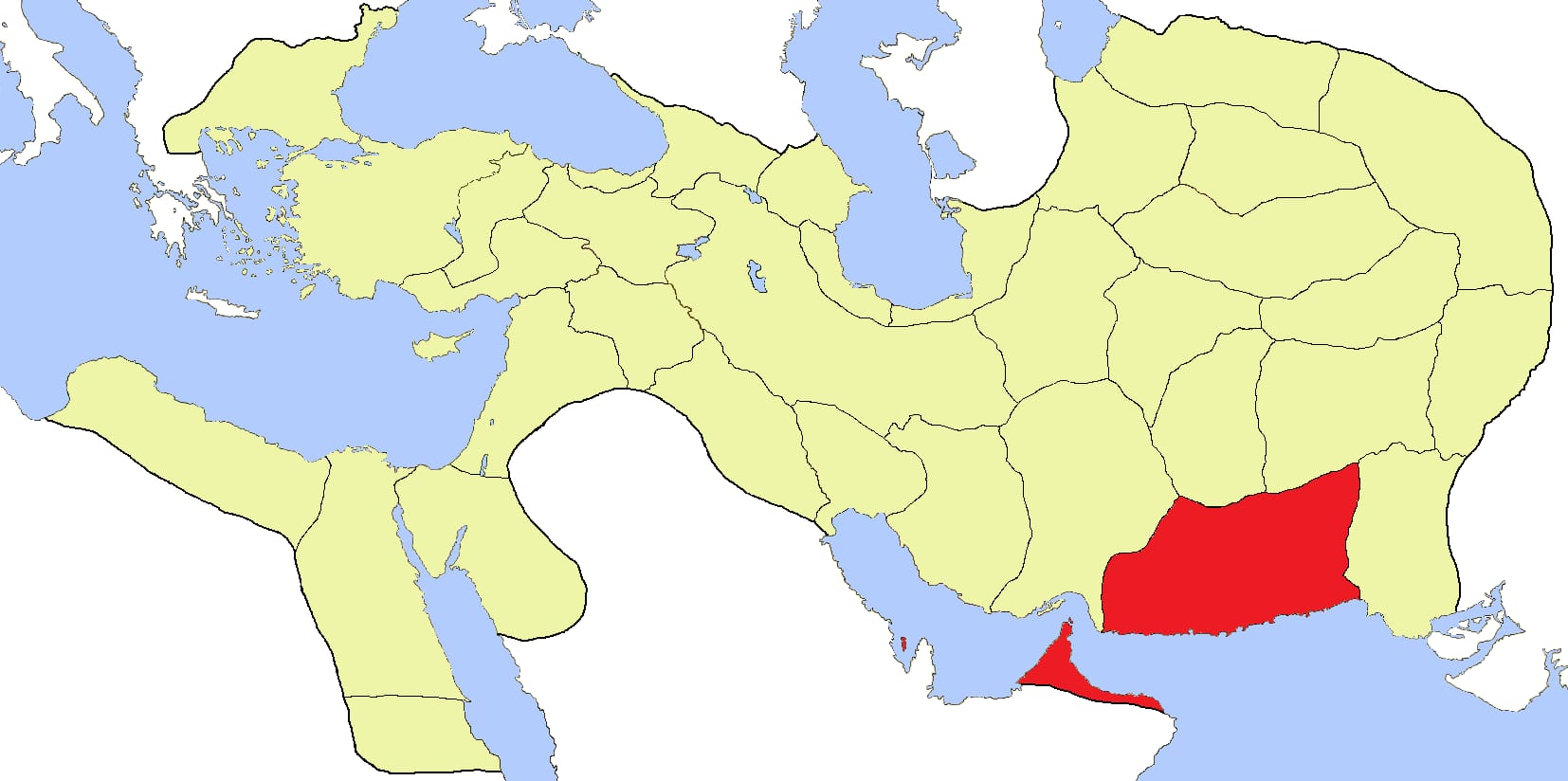
خارطة ماكا في عهد الإمبراطورية الإخمينية.

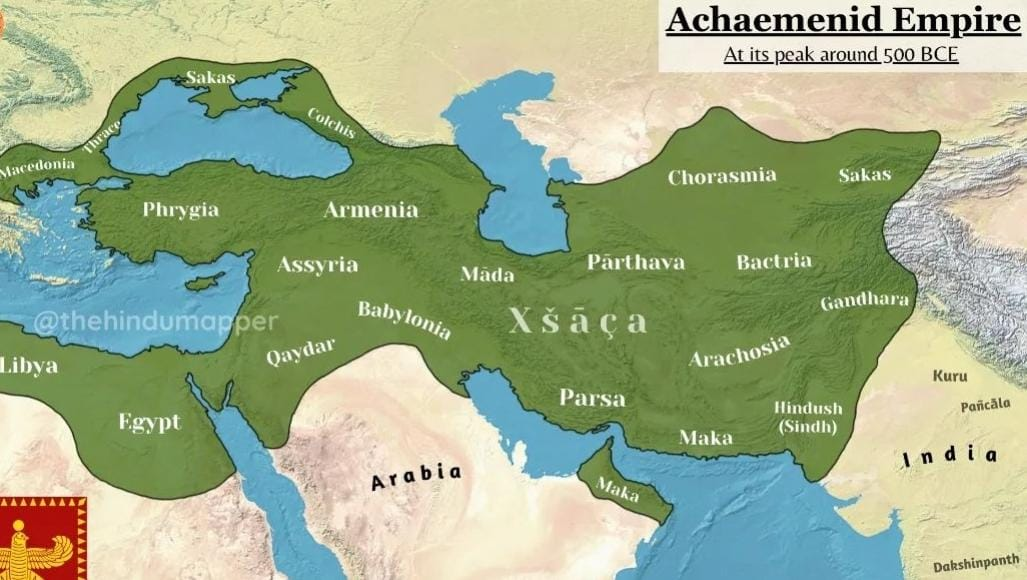
خارطة ماكا في عهد الإمبراطورية الإخمينية.

اشتهرت ميجان بقدراتها في بناء السفن والبحرية: يمكن لسفينة ميجان أن تحمل حوالي 20 طنًا من البضائع، مما يجعل كل منها سفينة هائلة. في النصوص المتعلقة بالسومريين ، تم ذكر ماكا أيضًا كأحد الشركاء التجاريين المهمين للسومريين، حيث تم توفير النحاس والديوريت الذي تحتاجه بلاد ما بين النهرين.
هذه الأبحاث قادت هانسمان إلى معرفة أصل اسم مكران من الكلمة القديمة والمذكورة ماكا أو ميغان في النصوص السومرية والأكادية، والتي بلا شك مكان في النقوش السومرية والأكادية هي نفسها ماكا أو مكة في النقوش الأخمينية.

## التسمية
ماكوران: ماك + ءُ + ران.
(ماك، ميش، ماخ) تعني النخيل في اللغة البلوشية.
( ءُ ) تعني (و) = حرف جر تفيد الجمع بين شيئين أو اكثر.
(ران)= أرض.
مكران تعني أرض بها نخيل أو بستان، هذا الاسم مأخوذ من الجغرافيا الطبيعية للمنطقة. واشتهر مكران في العصر الإسلامي، لكن أغلب الباحثين يعتبرون أن هذا الاسم مرتبط بأسماء عصور ما قبل الفتح الإسلامي. وهم يعرفون الارتباط بكلمة ماكا، ميغان، من المرزبانيات الأخمينية. غالبًا ما استخدم كتاب القرن الثالث عشر إلى الخامس عشر كلمات كيج ومكران، كما أطلق ماركوبولو على هذه المنطقة أيضًا في كتاب رحلاته كيتش ماكوران والعرب (تيز مكران). في كتاب تاريخ الحضارة لويل ديورانت، ورد الاسم القديم لمكران باسم جيدروسيا. (خطط إسكندر للذهاب إلى البحر الشرقي، لكن جنوده رفضوا مرافقته، فاضطر إلى دخول بلوشستان عبر جيدروسيا.
يُعرف الجزء الجنوبي من بلوشستان حاليًا باسم "كيتش مكران" في الجزء الواقع في باكستان و"مكران" في الجزء الواقع في إيران.

## الأدب
في الشاهنامة ، يذكر الفردوسي عدم وجود عدوانية والترحيب الحار من شيوخ ومحاربي مكران إلى كيكافوس والمرور الآمن لقواته من مكران، أيضًا، في قصة سيافاش ، تم ذكر مكران مرة أخرى في رسالة أفراسياب إلى قائد فيلق طوران(كلات)، والتي تحتوي على أمره بجمع الفدية والجزية من أراضي مختلفة.
وفي مكان آخر يمدح الفردوسي السلطان محمود الغزنوي وفي وصف الحرب الكبرى لكي خسرو ثالث ملوك كياني مع أفراسياب ملك طوران لشهوة أبيه سيافاش للدماء إلى الصراع و الحرب بين كي خسرو وشاه مكران، ومن ثم مقتل شاه مكران والقتل والنهب.
بعد هزيمة أفراسياب وهروبه، طارده كي خسرو وأرسل أولاً رسولًا إلى خاغان تشين، الذي أحنى رأسه وأرسل شخصًا إلى شاه مكران. لكن شاه مكران رفض الانصياع له ولم يقبل بدفع الجزية، وطرد الرسول من بلاطه خزياً وأرسل رسالة إلى كي خسرو مفادها أنه إذا مر عبر مكران سالماً فلن يصيبه أي ضرر، أما إذا قرر الدخول إلى ملكه وحتى لو فعل ذلك، فإنه لن يظل صامتًا في وجه تدمير مكران وسيواجه ردًا قاسيًا.
وبعد سماع هذا الكلام ذهب كي خسرو إلى خاغان تشين ومكث هناك ثلاثة أشهر، ثم عاد إلى مكران، وأرسل مرة أخرى مبعوثًا إلى شاه مكران وطلب منه أمتعة الجيش وهدده بأنه إذا لم يطيع فسيقتله والجيش سوف يقتل ويدمر مكران.

## السكان
السكان الأصليون لأرض مكران هم عرقية البلوش.

## العواصم
كويتا بلوشستان أو كويتا، هي حاليا عاصمة الجزء الباكستاني.
زاهدان عاصمة إقليم بلوشستان حاليا في الجزء الإيراني كانت جاسك منذ القدم ومن ثم تحولت إلى طاهروئي ثم كردر.

## الديانات
مكران بها خليط متسامح من الأديان، أغلب اهل مكران يتبعون المذهب السني لأهل السنة والجماعة وهناك أقليات يتبعون المذهب الذكري والمذهب الشيعي الإثنا عشري.

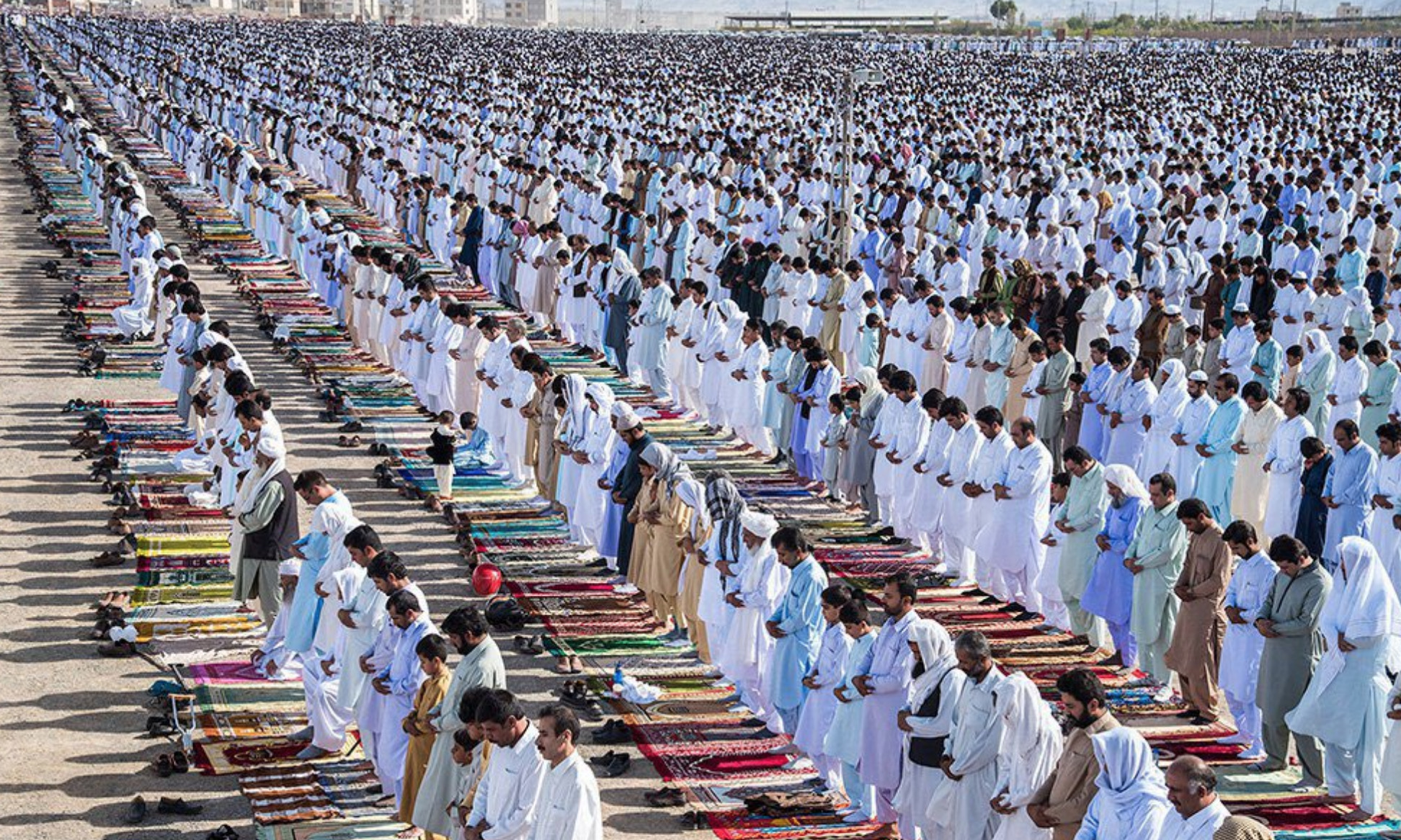
البلوش السنة في زاهدان، بلوشستان الغربية، وهم أغلب البلوش.

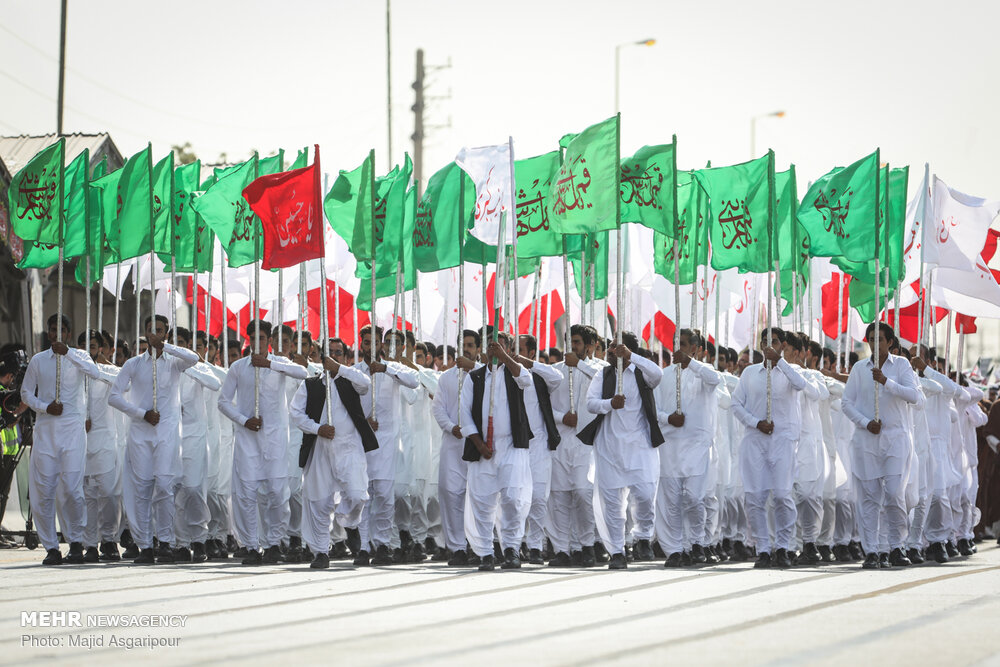
البلوش الشيعة المتواجدين في بلوشستان الغربية.

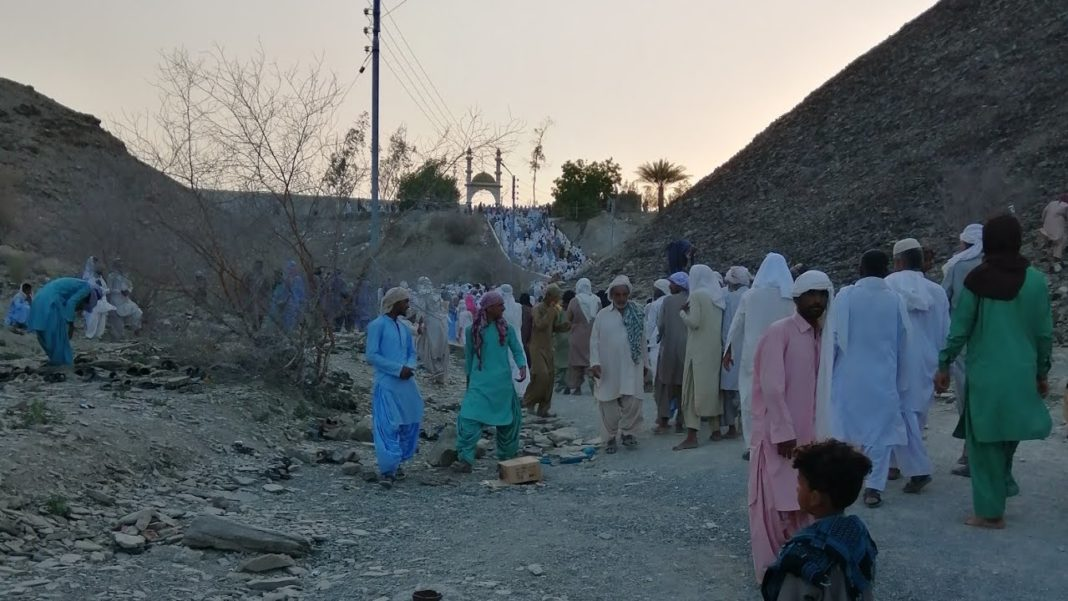
البلوش الذكريون أو تابعي المذهب الذكري في بلوشستان الشرقية.